# Dark + Bright
『Dark + Bright』（ダーク・アンド・ブライト）は、KATSUMIの28枚目の会場限定CD。

## 内容
ライブ会場限定で販売されている会場限定CDの28作目。
公式ファンクラブ「Hip Bird Club」会員のみ、ファンクラブ運営の通信販売にて購入することができる。
ディスクはCD-R仕様となっている。
タイトルのロゴでは「Dark」の部分を波括弧で囲み、「{Dark} + Bright」と表記されている。

## 収録曲
特記以外作詞・作曲・編曲：KATSUMI
1. You Raise Me Up
作詞：ブレンダン・グラハム　作曲：ロルフ・ラヴランド
シークレット・ガーデンのカバー。
2. Believe It's True
8thオリジナル・アルバム『DEVOTION』収録楽曲を新録。
3. 楽しかった時を忘れないで
作曲：石川洋
4thオリジナル・アルバム『FORCE』収録楽曲を新録。